# Escroquerie en droit pénal français
Pour les autres articles nationaux ou selon les autres juridictions, voir Escroquerie.
En France, une escroquerie est une fausse présentation (tromperie) d'une offre, d'une personne ou d'un organisme, souvent appuyée par des techniques de persuasion, et destinée à soutirer des avantages indus, notamment pécuniaires. L'escroquerie, sanctionnée par le droit pénal est différente du canular.
L'escroquerie est le fait, soit par l'usage d'un faux nom ou d'une fausse qualité, soit par l'abus d'une qualité vraie, soit par l'emploi de manœuvres frauduleuses, de tromper une personne physique ou morale et de la déterminer ainsi, à son préjudice ou au préjudice d'un tiers, à remettre des fonds, des valeurs ou un bien quelconque, à fournir un service ou à consentir un acte opérant obligation ou décharge.

## Définition

### Code pénal de 1791
Article 35. - « Ceux qui, par dol, ou à l'aide de faux noms ou de fausses entreprises, ou d’un crédit imaginaire, ou d'espérance ou de craintes chimériques, auraient abusé de la crédulité de quelque personne, et escroqué la totalité ou partie de leur fortune, seront poursuivis devant les tribunaux de district, et, si l'escroquerie est prouvée, le tribunal du district, après avoir prononcé la restitution et dommages-intérêts, est autorisé à condamner, par voie de police correctionnelle, à une amende qui ne pourra excéder 5 000 livres et à un emprisonnement qui ne pourra excéder deux ans. En cas de récidive, la peine sera double. Tous les jugements rendus à la suite des délits mentionnés au présent article seront imprimés et affichés. »

### Code pénal de 1810
L'escroquerie reprend la même définition qui est détaillée. La peine de restitution et les dommages-intérêts ne sont plus prévus, ni la publicité du jugement par affiches.
On trouve la définition et les peines à l'articles 405 du Code pénal de 1810.
Au livre II, titre II « Crimes et délits contre les particuliers », chapitre II « Des crimes et délits contre la propriété », section 2 « Banqueroutes, escroqueries et autres espèces de fraudes »:
« Quiconque, soit en faisant usage de faux noms ou de fausses qualités, soit en employant des manœuvres frauduleuses pour persuader de l'existence de fausses entreprises, d'un pouvoir ou d’un crédit imaginaire, ou pour faire naître l’espérance ou la crainte d'un succès, d'un accident ou de tout autre évènement chimérique, se sera fait remettre ou délivrer, ou aura tenté de se faire remettre ou délivrer des fonds, des meubles ou des obligations, dispositions, billets, promesses, quittances ou décharges, et aura, par un de ces moyens, escroqué ou tenté d’escroquer la totalité ou partie de la fortune d’autrui, sera puni d'un emprisonnement d'un an au moins et de cinq ans au plus, et d'une amende... ».
Le législateur de 1791 avait eu le mérite d’incriminer spécialement l’escroquerie en précisant qu’elle se caractérise par un dol puisqu'elle se réalise à l’aide de faux noms ou de fausses entreprises, d’un crédit imaginaire, d’espérances ou de craintes chimériques qui auront abusé de la crédulité de quelques personnes.
Le Code pénal de 1810 reprit cette distinction et fit passer l’escroquerie de la catégorie des délits contre la possession à celle des délits contre la foi contractuelle.
Cette définition n'a pas été modifiée jusqu'à la publication par M. Badinter d'un Nouveau Code pénal avec un nouveau plan et une rédaction complètement différente.

### Code pénal actuel (1993)
L'escroquerie a été complètement redéfinie, et les peines correspondantes détaillées par les articles 313-1 à 3 du Code pénal.
On trouve la définition et les peines au livre III « Des crimes et délits contre les biens », titre Ier « Des appropriations frauduleuses », chapitre III « De l'escroquerie et des infractions voisines ».
« L'escroquerie est le fait, soit par l'usage d'un faux nom ou d'une fausse qualité, soit par l'abus d'une qualité vraie, soit par l'emploi de manœuvres frauduleuse, de tromper une personne physique ou morale et de la déterminer ainsi, à son préjudice ou au préjudice d'un tiers, à remettre des fonds, des valeurs ou un bien quelconque, à fournir un service ou à consentir un acte opérant obligation ou décharge. »
Les infractions voisines de l'escroquerie sont détaillées à la section 2 du même chapitre, par les articles 313-5 à 313-6-1. Ces infractions concernent la filouterie (par exemple partir sans payer), les surenchères factices lors de ventes aux enchères.
Les articles 313-7 à 313-9 traite des peines complémentaires aussi bien pour les personnes physiques que les personnes morales.

### Constitution du délit
Le délit d'escroquerie est constitué par la réunion de plusieurs éléments matériels et d'un élément moral. 
L'élément matériel de l'infraction est composé de : d'une remise, d'une tromperie, d'un lien de causalité entre les deux et d'un préjudice :
- La remise est ce qui est consenti par la victime à l'escroc. Selon les termes de l'article 313-1 du Code pénal, il peut s'agir de fonds ou de valeurs (des espèces notamment[1]) ; d'un bien quelconque (si la Cour de Cassation avait expressément exclu l'hypothèse de la remise d'un immeuble[2], elle est revenue sur cette position par un arrêt de 2016[3]) ; d'un service consenti par la victime à l'escroc ; d'un acte opérant charge ou décharge, la jurisprudence incluant dans cette dénomination de la façon la plus large possible « tous les actes qui forment un lien de droit et à l'aide desquels on peut préjudicier à la fortune d'autrui »[4]. Ainsi, ont été considérés comme des actes opérant charge une promesse d'achat[5], un contrat de tout type (prêt[6], escompte[7], publicité[8], etc.) ou encore la reconnaissance d'un droit d'occupation de locaux[9] ; ont été considérés comme des actes opérant décharge tout type de quittance[10],[11], une facture minorée[12], ou encore l'utilisation d'une rondelle de métal dans un parcmètre au lieu d'une pièce de monnaie[13]. La remise ne doit pas nécessairement profiter à l'auteur de l'escroquerie[14], et elle ne doit pas non plus être faite à lui ou à ses complices directement[15].
- La tromperie est constituée par l'usage d'un faux nom patronymique (pour dissimuler son insolvabilité par exemple[16]) ; par l'usage d'une fausse qualité, qui doit être un acte positif (le simple silence sur une qualité attribuée à tort par un tiers ne peut suffire[17]), comme de se prétendre militaire[18], médecin[19], commerçant[20], ou encore chômeur[21] sans l'être ; par abus d'une qualité vraie dès lors que « cette qualité est de nature à imprimer à des allégations mensongères l'apparence de la sincérité et à commander la confiance de la victime »[22], comme c'est le cas pour un avocat[23] ou un infirmier[24] ; ou par des manœuvres frauduleuses. La Cour de Cassation a précisé que le simple mensonge, même répété ou écrit[25], ne suffisait pas à caractériser les manœuvres frauduleuses[26], mais qu'il fallait qu'il soit appuyé par au moins un élément extérieur voué à lui donner force et crédit[4] (et non pas une simple omission[27]). Il peut s'agir par exemple de l'intervention d'un tiers qui vient accréditer le mensonge, peu important par ailleurs que ce tiers soit de bonne foi[28], ou encore d'une mise en scène ou machination, définie comme « la combinaison de faits, l'arrangement de stratagèmes, l'organisation de ruses, soit une mise en scène ayant pour but de donner crédit au mensonge et de persuader ainsi l'existence de fausses entreprises, d'un pouvoir ou d'un crédit imaginaire, ou de faire naître l'espérance de la crainte d'un succès, d'un accident ou de tout autre événement chimérique »[29].
- Le lien de causalité entre la tromperie et la remise est nécessaire afin de caractériser l'infraction : il appartient à la juridiction de démontrer que la remise a été déterminée par la tromperie[30] - ainsi, la seule constatation de la remise de fonds et de l'usage d'un faux nom ne suffit pas à motiver une condamnation sauf à établir en quoi l'un avait été déterminé par l'autre[31].
- Le préjudice de la victime doit nécessairement être établi[32] - cependant, il est généralement déduit de la remise.

L'élément intentionnel du délit d'escroquerie consiste en la conscience et la volonté de faire usage de la tromperie pour obtenir la remise - il ne peut s'agir de la simple négligence de l'auteur. 
Le délit d'escroquerie est donc différent de ceux d'abus de confiance, de détournement de fonds ou de filouterie.

### Autres escroqueries dérivées

#### Revenus complémentaires
Les agissements d'un professionnel qui propose à différentes personnes d'augmenter leurs revenus, en achetant d'abord un produit, puis en trouvant d'autres clients, sur une durée limitée, ont été jugés comme étant une escroquerie par la Cour de cassation.
Dans cette affaire, il a été déterminé « que sur 1493 clients, seuls 0,07 % ont touché des primes ; que la distribution de primes était illusoire [...] alors que celle-ci constituait l'élément essentiel les ayant déterminés à acheter l'appareil ».
La cour ne s'arrête pas aux éléments mensongers, qui ne constitueraient pas forcément une escroquerie, mais sur l'organisation d'un « système de vente litigieux » avec « des manœuvres frauduleuses ».

#### Vente pyramidale
La vente pyramidale, ou vente à effet « boule de neige », est interdite et réprimée par l'article L121-15 du code de la consommation, dans la section «Vente ou prestation de services "à la boule de neige"» dans le chapitre « Pratiques commerciales interdites ».

## Affaires célèbres

### Danièle Gilbert et la Bague de Rê
La présentatrice de télévision Danièle Gilbert vantait les mérites d'une bague miraculeuse - baptisée bague de Rê, ou bague des Atlantes - via des publicités dans divers magazines.

### Le docteur Paul Nemegeyi
Né le 1er janvier 1921 à Snina (Slovaquie), le docteur Paul Nemegeyi, est naturalisé français en 1949 à l'âge de 28 ans, à la suite de son mariage avec Jeanne Ouvrard, une avocate du Mans dont il a eu deux enfants. Il habite à la Villa Saïd à Paris et a son bureau avenue Foch. Il fréquente Pierre de Varga, financier proche du SAC et assassin du député Jean de Broglie (1921-1976).
Dans les années 1970, le docteur Nemegeyi monte une affaire escroquant la Sécurité Sociale. Nemegeyi achète cinq cliniques (Passy, Pierrefitte, Villeneuve-la-Garenne, Paris Victor Hugo ainsi que le centre d’Hospitalisation à domicile de Bagnolet) qu'il revend cinq fois à des associations qu’il contrôle. Un complice de Nemegeyi, élu Force ouvrière travaillant à l’intérieur de la CRAMIF (Caisse d’Ile de France) conventionne et change de statut ses établissements : la clinique Victor-Hugo de Pierrefitte obtient l'agrément de la CRAMIF pour devenir un hôpital privé à but non lucratif. Nemegeyi organise plusieurs escroqueries des caisses d'assurance maladie par des surfacturations, ambulances roulant trente heures dans la même journée, etc., qui lui rapportent en peu de temps 100 millions de francs, sans parler des prestations fictives opérées par des sociétés prestataires de services qui étaient également fictives. Une partie des sommes extorquée alimentaient la trésorerie du parti gaulliste (UDR puis RPR).
Ce n’est qu'en 1983 que la CGT découvrit l’escroquerie de Nemegeyi. Il a été plusieurs fois radié de l’Ordre des Médecins, avec interdiction d’exercer, mais à chaque fois réinscrit. Il a été condamné pour exercice illégal de la médecine, avec interdiction de réescompte la Banque de France, et enfin condamné pour coups et blessures ainsi que homicide involontaire en 1976.
En 1986, le préfet de la Seine-Saint-Denis a imposé à l'hôpital de Saint-Denis le rachat de la clinique Victor Hugo de Pierrefitte au-dessus du prix des Domaines, sans que Nemegeyi ne l'ait payée à son propriétaire, le docteur Pierre Bouniol. Nemegeyi décéda en 1994.